# San Ysidro
San Ysidro is een plaats (village) in de Amerikaanse staat New Mexico, en valt bestuurlijk gezien onder Sandoval County.

## Demografie
Bij de volkstelling in 2000 werd het aantal inwoners vastgesteld op 238.
In 2006 is het aantal inwoners door het United States Census Bureau geschat op 256, een stijging van 18 (7,6%).

## Geografie
Volgens het United States Census Bureau beslaat de plaats een oppervlakte van
6,1 km², geheel bestaande uit land. San Ysidro ligt op ongeveer 1666 m boven zeeniveau.

## Plaatsen in de nabije omgeving
De onderstaande figuur toont nabijgelegen plaatsen in een straal van 32 km rond San Ysidro.